# Paul Ryan (Biathlet)
Paul Ryan (* 17. Februar 1970 in Netheravon) ist ein ehemaliger britischer Biathlet.

## Karriere
Paul Ryan startete wie fast alle britischen Biathleten für die British Army. Er lief seit den frühen 1990er Jahren bei internationalen Biathlon-Rennen. Der erste und zugleich größte Höhepunkt seiner Karriere wurde die Teilnahme an den Olympischen Winterspielen 1992 in Albertville, wo er 76. des Einzels und mit Mike Dixon, Kenneth Rudd und Ian Woods 18. im Staffelrennen wurde. Sein bestes Ergebnis im Weltcup erzielte der Brite im Winter 1991/92, als er in einem Einzelrennen in Nowosibirsk auf Rang 48 lief. Zweite internationale Meisterschaft wurden die Weltmeisterschaften 1993 in Borowetz, bei denen er mit seinen Staffelkameraden aus dem olympischen Staffelrennen des Vorjahres 21. wurde. Nach der Saison 1993/94 beendete er seine Karriere.

## Statistiken

### Biathlon-Weltcup-Platzierungen
Die Tabelle zeigt alle Platzierungen (je nach Austragungsjahr einschließlich Olympische Spiele und Weltmeisterschaften).
- 1.–3. Platz: Anzahl der Podiumsplatzierungen
- Top 10: Anzahl der Platzierungen unter den ersten zehn (einschließlich Podium)
- Punkteränge: Anzahl der Platzierungen innerhalb der Punkteränge (einschließlich Podium und Top 10)
- Starts: Anzahl gelaufener Rennen in der jeweiligen Disziplin

| Platzierung         | Einzel | Sprint | Verfolgung | Massenstart | Team | Staffel | Gesamt |
| ------------------- | ------ | ------ | ---------- | ----------- | ---- | ------- | ------ |
| 1. Platz            |        |        |            |             |      |         |        |
| 2. Platz            |        |        |            |             |      |         |        |
| 3. Platz            |        |        |            |             |      |         |        |
| Top 10              |        |        |            |             |      |         |        |
| Punkteränge         |        |        |            |             | 1    | 8       | 9      |
| Starts              | 18     | 17     |            |             | 1    | 8       | 44     |
| Stand: Karriereende |        |        |            |             |      |         |        |

### Olympische Winterspiele
Ergebnisse bei Olympischen Winterspielen:
|                                             | Einzelwettbewerbe | Einzelwettbewerbe | Einzelwettbewerbe | Einzelwettbewerbe | Staffelwettbewerbe |
| Einzel                                      | Sprint            | Verfolgung        | Massenstart       | Herrenstaffel     |                    |
| ------------------------------------------- | ----------------- | ----------------- | ----------------- | ----------------- | ------------------ |
| Olympische Winterspiele 1992 \| Albertville | 76.               | –                 | –                 | –                 | 18.                |

### Biathlon-Weltmeisterschaften
Ergebnisse bei den Weltmeisterschaften:
| Weltmeisterschaften | Weltmeisterschaften | Einzelwettbewerbe | Einzelwettbewerbe | Einzelwettbewerbe | Einzelwettbewerbe | Staffelwettbewerbe | Staffelwettbewerbe   |
| Jahr                | Ort                 | Einzel            | Sprint            | Verfolgung        | Massenstart       | Herrenstaffel      | Mannschaftswettkampf |
| ------------------- | ------------------- | ----------------- | ----------------- | ----------------- | ----------------- | ------------------ | -------------------- |
| 1992                | Nowosibirsk         | –                 | –                 | –                 | –                 | –                  | 9.                   |
| 1993                | Borowetz            | 89.               | –                 | –                 | –                 | 21.                | –                    |